# 格尔达·赖德娜

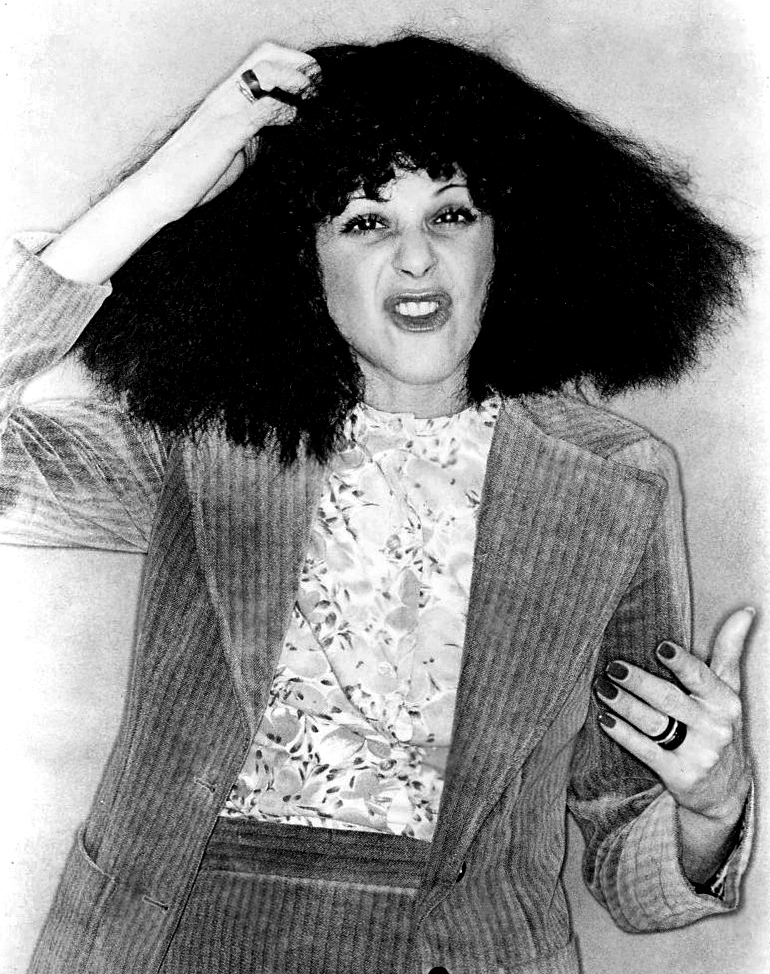
格尔达·赖德娜

格尔达·苏珊·拉德纳（Gilda Susan Radner，1946年6月28日-1989年5月20日）是一位美国喜剧女演员，拉德纳生于底特律，父母是犹太人。 她是周六夜现场演职人员之一。1978年，拉德纳凭借在周六夜現場中的表現获得了艾美奖。她于1989年因卵巢癌去世。去世次年，她被追授葛萊美獎，并于2003年在好莱坞星光大道上留名。